# Еми Росъм
Еми Росъм (на английски: Emmanuelle Grey Rossum, Еманюел Грей Росъм) е американска актриса и автор и изпълнител на песни.
Започва с роли в поредица филми като Songcatcher (2000), An American Rhapsody (2001) and Passionada (2002). Ролята ѝ в Реката на тайните (2003) проправя път към известността. По-късно участва в блокбъстъра След утрешния ден (2004) и филма Фантомът от Операта (2004), за който е номинирана за Златен глобус. После участва в Poseidon (2006), Dragonball: Evolution (2009) и Dare (2009).